# آسیاب پلکانی زنجیره علیا
آسیاب پلکانی زنجیره علیا مربوط به دوران‌های تاریخی پس از اسلام است و در شهرستان چرداول، روستای زنجیره علیا واقع شده و این اثر در تاریخ ۱۴ مرداد ۱۳۸۲ با شمارهٔ ثبت ۹۴۹۶ به‌عنوان یکی از آثار ملی ایران به ثبت رسیده است.